# Куп Словеније у фудбалу 2007/08.
Куп Словеније у фудбалу у сезони 2007/08. одржава се седамнаести пут у организавији Фудбалског савеза Словеније.
Такмичање је почело 22. августа 2008, а финална утакмица је одиграна је у Цељу 13. маја 2008. Систем такмичења јеисти као и прошле године. Освајач Купа учествује у првом колу квалификација за УЕФА куп 2008/09.

### Прво коло
22. август 2007.
| Утак. | Клуб, Место               | Резултат | Клуб, Место      |
| ----- | ------------------------- | -------- | ---------------- |
| 1     | Малечник,                 | 4 : 0    | Чарда            |
| 2.    | Кршко                     | 9 : 1    | Пеца             |
| 3.    | Буковци,                  | 2 : 1    | Вержеј           |
| 4.    | Стојнци                   | 4 : 2    | Сливница         |
| 5.    | Дравиња, Словенске Коњице | 4 : 2    | Чреншовци        |
| 6.    | Олимпија Бежиград         | 5 : 2    | Адриа Мирен      |
| 7.    | Толмин                    | 10 : 11  | Анкаран Хрватини |
| 8.    | Триглав Горењска          | 5 : 0    | Загорје,         |
| 9.    | Изола Аргета              | 4 : 1    | Шенчур           |
| 10.   | Одранци                   | 3 : 0 сл | -                |

### Друго коло
5. септембар 2007.
| Утак. | Клуб, Место      | Резултат | Клуб, Место               |
| ----- | ---------------- | -------- | ------------------------- |
| 1.    | Кршко            | 4 : 1    | Одранци                   |
| 2.    | Стојнци          | 1 : 4    | Дравиња, Словенске Коњице |
| 3.    | Буковци          | 0 : 5    | Малечник                  |
| 4.    | Анкаран Хрватини | 0 : 6    | Олимпија Бежиград         |
| 5.    | Триглав Горењска | 1 : 2    | Изола Аргета              |

### Треће коло
19. септембар 2007.
| Утак. | Клуб, Место           | Резултат | Клуб, Место               |
| ----- | --------------------- | -------- | ------------------------- |
| 1     | ИнтерблокЉубљана      | 7 : 6    | Приморје Ајдовшчина       |
| 2.    | МИК ЦМ Цеље           | 9 : 1    | Изола Аргета              |
| 3.    | Домжале               | 2 : 1    | Малечник                  |
| 4.    | Кршко                 | 1 : 3    | Нафта Лендава             |
| 5.    | Ливар, Иванчна Горица | 1 : 4    | Копар                     |
| 6.    | Драва Птуј            | 0 : 1    | Олимпија Бежиград         |
| 7.    | Бела Крајина Чрномељ  | 3 : 1    | ХИТ Горица                |
| 8.    | Марибор               | 4 : 1    | Дравиња, Словенске Коњице |

### Четвртфинале
24. октобар 2007.
| Утак. | Клуб, Место          | Резултат | Клуб, Место             |
| ----- | -------------------- | -------- | ----------------------- |
| 1     | Домжале              | 3 : 1    | МИК ЦМ Цеље, Ајдовшчина |
| 2.    | ИнтерблокЉубљана     | 3 : 1    | Нафта Лендава           |
| 3.    | Бела Крајина Чрномељ | 0 : 1    | Копар                   |
| 4.    | Марибор              | 3 : 1    | Олимпија Бежиград       |

## Полуфинале
16. април и 30. април 2008.
| Утак. | Клуб, Место      | укупан рез. | Клуб, Место | 1. утак. | 2. утак. |
| ----- | ---------------- | ----------- | ----------- | -------- | -------- |
| 1     | ИнтерблокЉубљана | 5:3         | Копар       | 2:1      | 3-2      |
| 2     | Марибор          | 2-1         | Домжале     | 1-0      | 1-1      |

## Финале
13. мај 2008 Цеље
| Утак. | Клуб, Место        | Резултат | Клуб, Место |
| ----- | ------------------ | -------- | ----------- |
| 1     | Интерблок, Љубљана | 2 : 1    | Марибор     |

| Победник Купа Словеније у фудбалу 2007/08. |
| ------------------------------------------ |
| НКК Интерблок 1. титула                    |

| Домаћи клуб             | Резултат | Гостујући клуб |
| ----------------------- | --- | --- |
| НК Интерблок            | 2 - 1 | НК Марибор |
| Датум                   | 13. мај 2008. | 13. мај 2008. |
| Стадион                 | Арена Петрол, Цеље | Арена Петрол, Цеље |
| Гледалаца               | 5.400 (капацитет 13,400) | 5.400 (капацитет 13,400) |
| Судија                  | Дамир Скомина (Копар) | Дамир Скомина (Копар) |
| НК Интерблок (тренер: ) | Матјаж Розма, Суад Геабус, Дејан Герић, Ермин Раковић (Александар Родич 76‘), Мартин Прегељ (Енес Рујевић 65‘), Рок Елснер, Иван Јолић, (Јанез Заврл 89'), Зоран Зељковић (Даријан Матић), Ерик Салкић, Дејан Грабић,             | Матјаж Розма, Суад Геабус, Дејан Герић, Ермин Раковић (Александар Родич 76‘), Мартин Прегељ (Енес Рујевић 65‘), Рок Елснер, Иван Јолић, (Јанез Заврл 89'), Зоран Зељковић (Даријан Матић), Ерик Салкић, Дејан Грабић,             |
| НК Марибор (тренер: )   | Марко Придигар, Дејан Мезга, Таварес Маркос Моралес, Рене Михелић (Драган Јелић 76‘), Суад Филековић (Армин Бачиновић 47‘), Марко Поповић, Далибор Волаш, Зоран Павловић (Љубомит Кубица, Дејан Школник (Нилтон Кардосо Фернандез | Марко Придигар, Дејан Мезга, Таварес Маркос Моралес, Рене Михелић (Драган Јелић 76‘), Суад Филековић (Армин Бачиновић 47‘), Марко Поповић, Далибор Волаш, Зоран Павловић (Љубомит Кубица, Дејан Школник (Нилтон Кардосо Фернандез |
| Стрелци                 | 1-0 Раковић 31', 1:1 Поповић 52', 2:1 Раковић 71' | 1-0 Раковић 31', 1:1 Поповић 52', 2:1 Раковић 71' |

## Резултати победика Купа у такмичењу заУЕФА куп 2008/09.
| Ранг              | Клуб              | Држава            | укупан рез.       | Држава            | Клуб               | 1. утак.          | 2. утак.          |
| УЕФА куп 2008/09. | УЕФА куп 2008/09. | УЕФА куп 2008/09. | УЕФА куп 2008/09. | УЕФА куп 2008/09. | УЕФА куп 2008/09.  | УЕФА куп 2008/09. | УЕФА куп 2008/09. |
| ----------------- | ----------------- | ----------------- | ----------------- | ----------------- | ------------------ | ----------------- | ----------------- |
| Прво коло кв.     | Зета, Голубовци   | Црна Гора         | 0-1               | Словенија         | Интерблок, Љубљана | 1-1               | 0-1               |
| Друго коло кв.    | Интерблок         | Словенија         | 0-3               | Немачка           | Херта              | 0-2               | 0-1               |